# Klockstycke

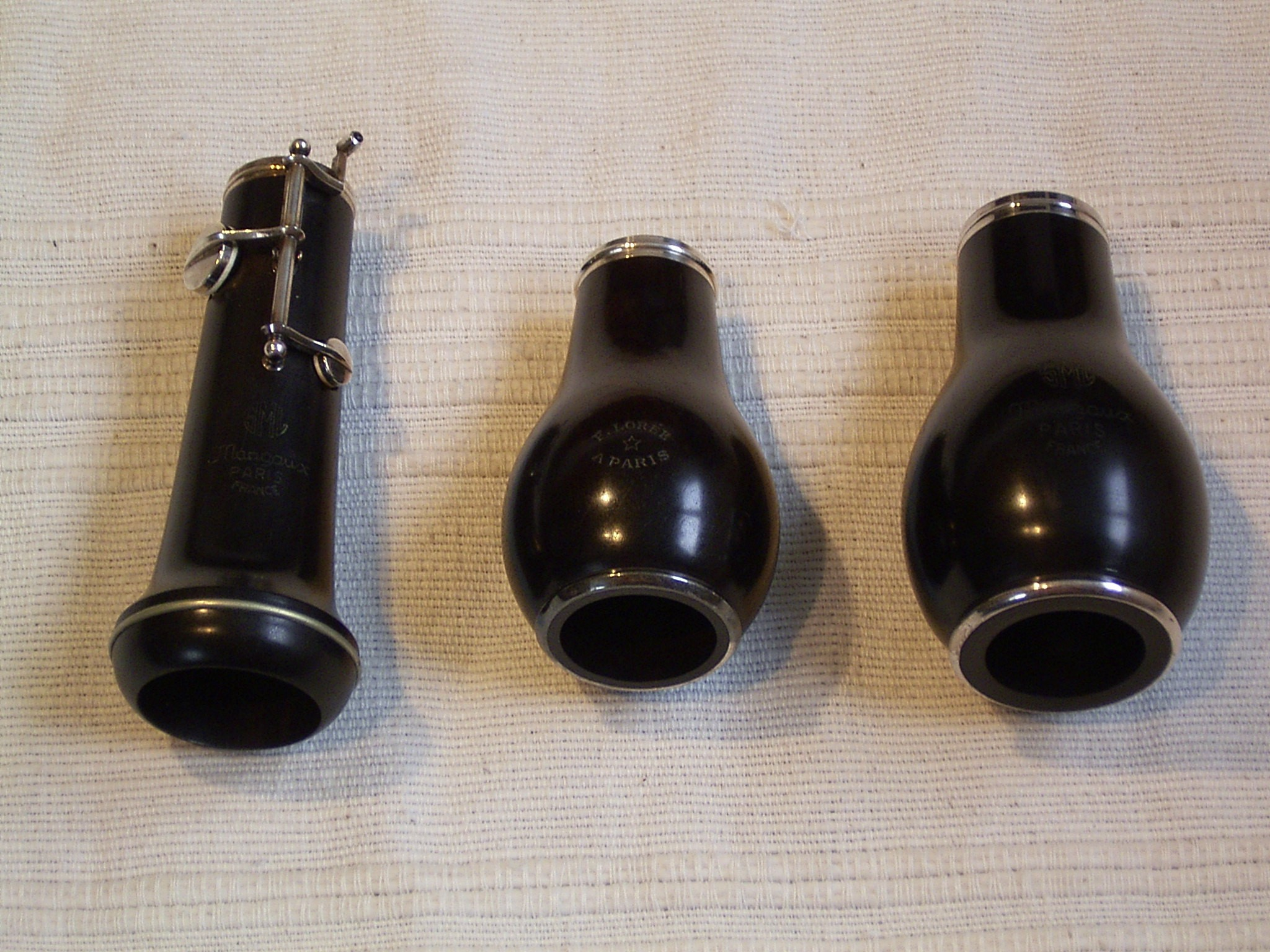
Klockstycken på oboe, oboe d'amore och engelskt horn.

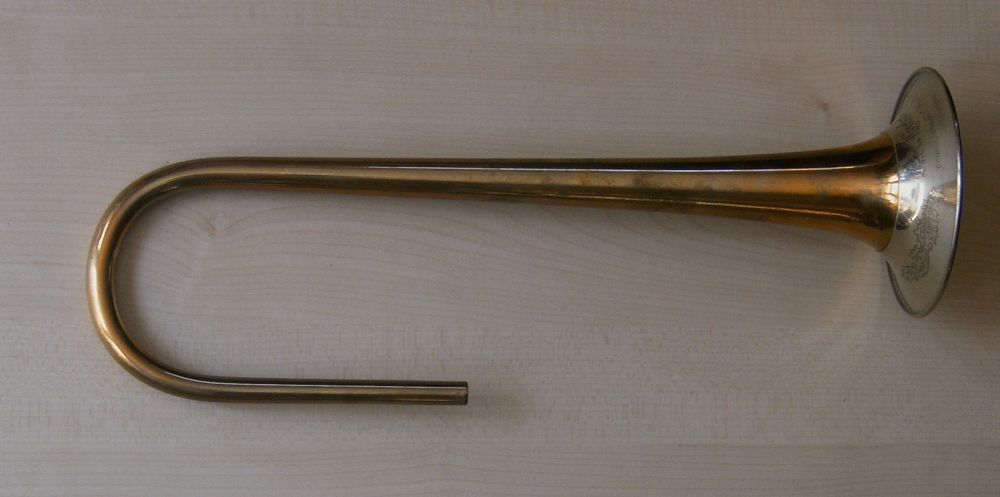
Klockstycke på en trumpet.

Klockstycket är den avslutande änden på många trä- och bleckblåsinstrument. Det har betydelse för instrumentets klang och en ljudförstärkande funktion. Klockstyckets utformning kan variera mellan olika instrumenttyper.
Klockstycken, av djurhorn, finns hos många folkliga instrument.